# Current Eye Research
Current Eye Research (skrót: Curr Eye Res) – naukowe czasopismo okulistyczne o zasięgu międzynarodowym; wydawane od 1981. Miesięcznik.
Czasopismo jest recenzowane i publikuje prace oryginalne, krótkie komunikaty oraz mini-przeglądy obejmujące wszystkie obszary badań oczu. Zakres tematyczny tytułu obejmuje: badania kliniczne, anatomię, fizjologię, biofizykę, biochemię, farmakologię, biologię rozwojową, mikrobiologię oraz immunologię.
Redaktorami prowadzącymi „Current Eye Research" są: Stefan Schrader – związany z niemieckim Uniwersytetem w Oldenburgu oraz Alan Stitt – związany z Queen's University of Belfast (Irlandia Północna). W skład rady redakcyjnej (ang. editorial board) czasopisma wchodzą głównie naukowcy z różnych ośrodków akademickich w USA oraz z Europy Zachodniej.
Pismo ma współczynnik wpływu impact factor (IF) wynoszący 2,120 (2017). W międzynarodowym rankingu SCImago Journal Rank (SJR) mierzącym wpływ i znaczenie poszczególnych czasopism naukowych „Current Eye Research" zostało w 2017 sklasyfikowane na:
- 23. miejscu wśród czasopism z kategorii Sensory Systems[5] oraz
- 34. miejscu wśród czasopism okulistycznych[6].

W polskich wykazach czasopism punktowanych przez Ministerstwo Nauki i Szkolnictwa Wyższego czasopismo otrzymało kolejno: 25 pkt (lata 2013-2016) oraz 70 pkt (2019).
Publikacje ukazujące się w tym czasopiśmie są indeksowane m.in. w EBSCOhost, OCLC, ProQuest, Current Contents, Science Citation Index Expanded, Web of Science, EMBase, Medline oraz w Scopusie. Wydawcą jest koncern Taylor & Francis.